# William Hay (11e marquis de Tweeddale)
William George Montagu Hay, 11e marquis de Tweeddale (4 novembre 1884 - 30 mars 1967) est un aristocrate écossais, propriétaire terrien et militaire.

## Jeunesse
William George Montagu Hay est né le 4 novembre 1884. Il est le fils aîné de William Hay (10e marquis de Tweeddale) (1826-1911) et de Candida Louisa Bartolucci, marquise de Tweeddale. Son frère, Arthur Hay (qui a épousé Menda Ralli) est tué en 1914 lors de la bataille de l'Aisne, et son plus jeune frère (et héritier présomptif), est le colonel Edward Douglas Hay,.
Son père est le troisième fils de George Hay (8e marquis de Tweeddale) et de Susan Montagu, une fille de William Montagu (5e duc de Manchester). Sa mère est la troisième fille de Vincenzo Bartolucci (fils du général Luigi Bartolucci) et Clementina Dundas (deuxième fille du lieutenant-colonel Thomas Dundas, petit-fils d'Alexander Home (9e comte de Home), et de Charlotte Anna Boultbee). Son oncle, Arthur Hay (9e marquis de Tweeddale), est marié à Julia Mackenzie, et après sa mort, elle se remarie à John Rose, 1er baronnet et William Evans-Gordon, député. Un autre oncle, John Hay, est amiral de la flotte en 1888.
Son grand-père maternel est de Cantiano dans les Marches, en Italie et une tante, Evelyn Bartolucci, est la deuxième épouse d'Astley Cooper Key.
Il fait ses études au Collège d'Eton de Windsor avant de fréquenter la Christ Church d'Oxford.

## Carrière
De 1903 à 1905, il est sous-lieutenant avec les Lothians and Berwickshire Imperial Yeomanry et les 1st Life Guards de 1905 à 1908. Il sert comme lieutenant avec les 1st Life Guards de 1908 à 1909 et pendant la Première Guerre mondiale en France avec les Guards de 1914 à 1915. De 1915 à 1917, il est major temporaire de la 3e brigade de plaine.
En 1944, il succède à Walter Hepburne-Scott, 9e Lord Polwarth comme Lord-lieutenant du East Lothian, servant jusqu'à sa mort en 1967. De 1952 à 1967, il est l'un des quatre enseignes de la Royal Company of Archers. Lord Tweeddale est juge de paix pour East Lothian en 1955.

## Vie privée
Le 7 décembre 1912, Lord Tweeddale épouse Marguerite Christine Ralli, une cousine de la femme de son frère. Marguerite est la fille d'Alexander Ralli et d'Helen (née Carew) Ralli. Après le divorce de ses parents, sa mère s'est remariée à Lewis Einstein, ministre américain en Tchécoslovaquie. Sa tante, Katherine Jane Carew, est la seconde épouse d'Edward Bosc Sladen, et Jessie Philippa Carew, une autre tante, est l'épouse de Francis Stonor (4e baron Camoys). Ensemble, William et Marguerite sont les parents de :
- Hélène Candida Hay (née en 1913), qui épouse Lionel Berry (2e vicomte Kemsley) en 1933[12]
- Marguerite Georgina Christine Hay (en) (1916–2003), qui épouse le capitaine Arthur Nicholas Coleridge (1915–1988), petit-fils de Stephen Coleridge et Arthur Godley (1er baron Kilbracken), en 1941.
- Christine Daphne Hay (1919–2000), qui épouse le lieutenant-colonel David Morley-Fletcher, fils de Bernard Morley-Fletcher, en 1939. Ils divorcent en 1947 et elle se remarie avec le lieutenant-colonel Francis Robert Cameron Stewart, fils de Francis Hugh Stewart, en 1957[8]
- Frances Elizabeth Anne Hay (née en 1926), qui épouse Nigel Arthur Pearson (décédé en 1975), fils unique de Neville Pearson, 2e baronnet, en 1956[13]
- Lord Hay (1928-1928), un fils sans nom décédé à la naissance[8].

Après la mort de sa première épouse le 15 octobre 1944, Lord Tweeddale se remarie avec Marjorie Helen (née Wagg) Nettlefold le 24 mars 1945. Marjorie est l'ancienne épouse du lieutenant-colonel Joseph Henry Nettlefold et une fille de Henry John Wagg.
Lord Tweeddale est décédé le 30 mars 1967. Comme son fils unique est décédé avant lui, il est remplacé dans ses titres par son neveu, David George Montagu Hay, qui devient le 12e marquis de Tweeddale. Après sa mort le domaine familial, Yester House, est vendu à la fin des années 1960 à deux antiquaires et, en 1972, il est racheté par le compositeur italo-américain Gian Carlo Menotti en raison de l'acoustique de la salle de bal . Sa veuve, la marquise douairière de Tweeddale est décédée le 24 novembre 1977 .